# Quando le canzoni finiranno
Quando le canzoni finiranno è un singolo della cantautrice italiana Emma, pubblicato il 18 novembre 2016 come quinto estratto dal quarto album in studio Adesso.
Il brano è stato anche scelto come tema principale del film La cena di Natale.

## Video musicale
Il video mostra alcune scene di Emma mentre canta il brano con altre tratte dal film.